# Athina B
El MS Athina B fue un buque mercante. El 21 de enero de 1980 sufrió una avería en el motor debido al mal tiempo y encalló en la localidad costera inglesa de Brighton, al este del Palace Pier de la ciudad. El barco era una atracción turística temporal, ya que el Volk's Electric Railway abría fuera de temporada para dar servicio a la gran cantidad de turistas. El ancla del barco está expuesta en el paseo marítimo de Brighton. Un restaurante en Brighton lleva el nombre del barco y una pintura del Athena B de Dennis Roxby Bott se encuentra en el Museo de Brighton.

## Hundimiento

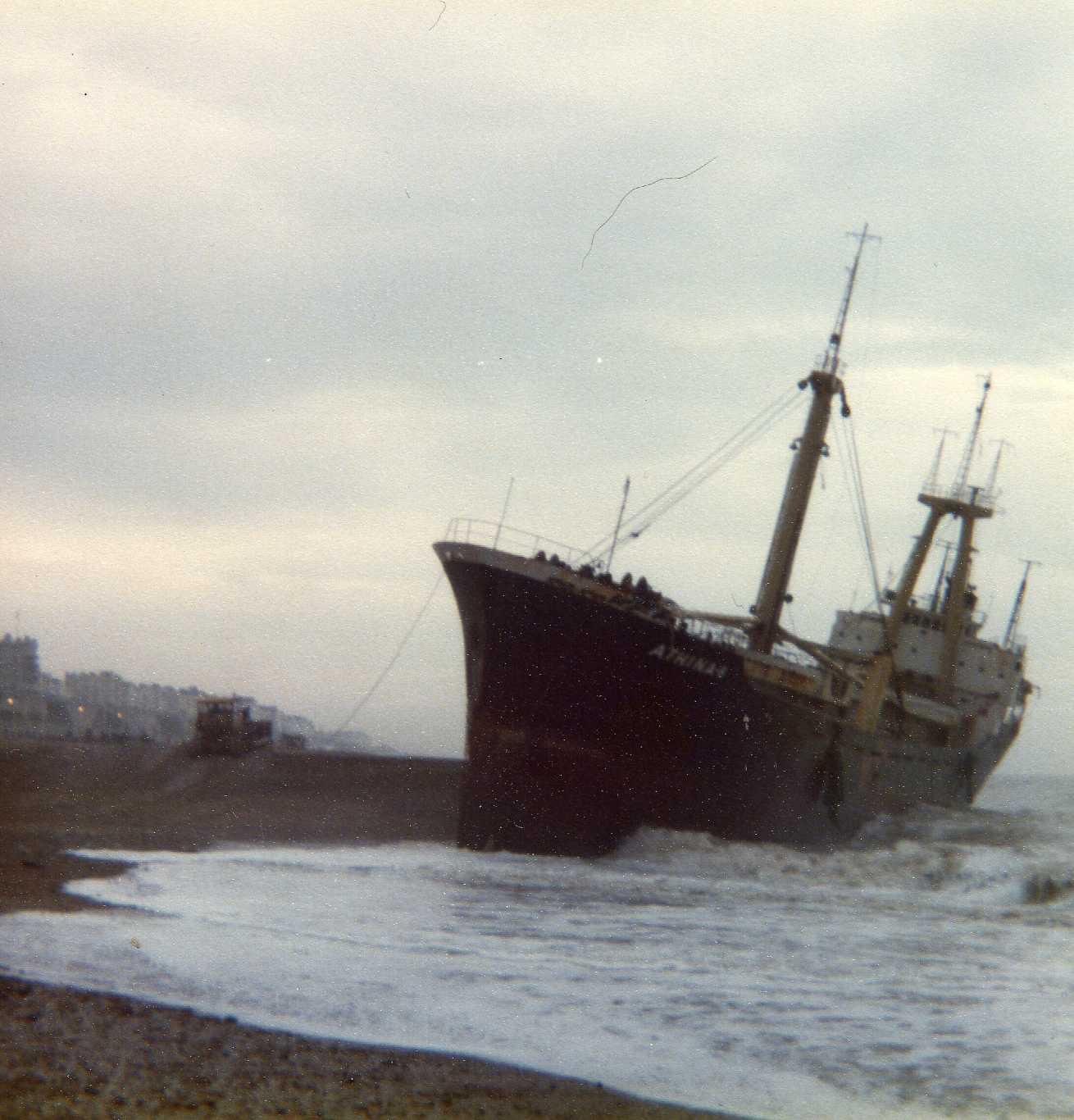
El Athina B encallado en 1980.

El Athina B partió de las Azores el 11 de diciembre de 1979 cargado con 3.000 toneladas de piedra pómez. Su destino era el puerto de Shoreham-by-Sea, West Sussex. Durante el viaje, tuvo problemas con su generador, brújula giroscópica y radar, y atracó en La Rochelle, en Francia, para reparaciones. Al llegar a Shoreham el 20 de enero, vientos de fuerza siete u ocho le impidieron entrar en el puerto. Sus motores fallaron y se emitió una llamada de socorro. El bote salvavidas Dorothy and Philip Constance de Shoreham sacó a la mitad de la tripulación y a la familia del capitán, y el resto fue rescatado en la mañana del 21 de enero. Fueron necesarias cuatro misiones para rescatar a todos los que estaban a bordo. El barco se desvió hacia el este y finalmente encalló al este del Palace Pier. Se rompió la quilla del barco y fue declarado inutilizable.
El pecio del barco permaneció en la playa durante un mes, vigilado por la policía para evitar saqueos. Después de utilizar una grúa móvil para retirar la carga, fue reflotado y remolcado a un desguace en Rainham, Kent, el 21 de febrero de 1980, donde fue desguazado.